# Балка Холодна
Балка Холодна — балка (річка) в Україні у Старобешівському районі Донецької області. Права притока річки Кам'янки (басейн Азовського моря).

## Опис
Довжина балки приблизно 6,71 км, найкоротша відстань між витоком і гирлом — 5,71  км, коефіцієнт звивистості річки — 1,28 . Формується багатьма балками та загатами.

## Розташування
Бере початок на південно-західній околиці села Краснопілля. Спочатку тече переважно на північний схід через село, далі тече переважно на південний схід і на північно-східній стороні від села Розівка впадає у річку Кам'янку, праву притоку річки Грузький Яланчик.

## Цікаві факти
- У XX столітті на балці існували свинно-тваринна ферма (СТФ), водокачка та багато газових свердловин[2].